# Maşxan
Maşxan är en ort i Azerbajdzjan.   Den ligger i distriktet Astara Rayonu, i den sydöstra delen av landet, 220 km söder om huvudstaden Baku. Antalet invånare är 2 518.
Terrängen runt Maşxan är platt åt sydost, men åt nordväst är den kuperad. Terrängen runt Maşxan sluttar österut. Närmaste större samhälle är Archivan, 5,1 km söder om Maşxan.
I omgivningarna runt Maşxan växer huvudsakligen savannskog. Runt Maşxan är det ganska tätbefolkat, med 192 invånare per kvadratkilometer.